# Petauroides volans
Il petauro maggiore (Petauroides volans Kerr, 1792) è un piccolo marsupiale planatore della famiglia degli Pseudocheiridi diffuso in Australia. È l'unica specie del genere Petauroides Thomas, 1888. Non è strettamente imparentato con i marsupiali planatori del genere Petaurus, bensì con il coda ad anello lemuroide (Hemibelideus lemuroides), con il quale condivide la sottofamiglia degli Emibelideini.
Il petauro maggiore conduce vita notturna e solitaria; vegetariano, si nutre quasi esclusivamente di foglie e gemme di Eucalyptus. Come il coda ad anello lemuroide, è presente con due forme cromatiche distinte: una color marrone-fuligginoso e l'altra grigio-biancastra.
Vive nelle foreste di eucalipto da Mossman (Queensland) a Daylesford (Victoria).

## Descrizione

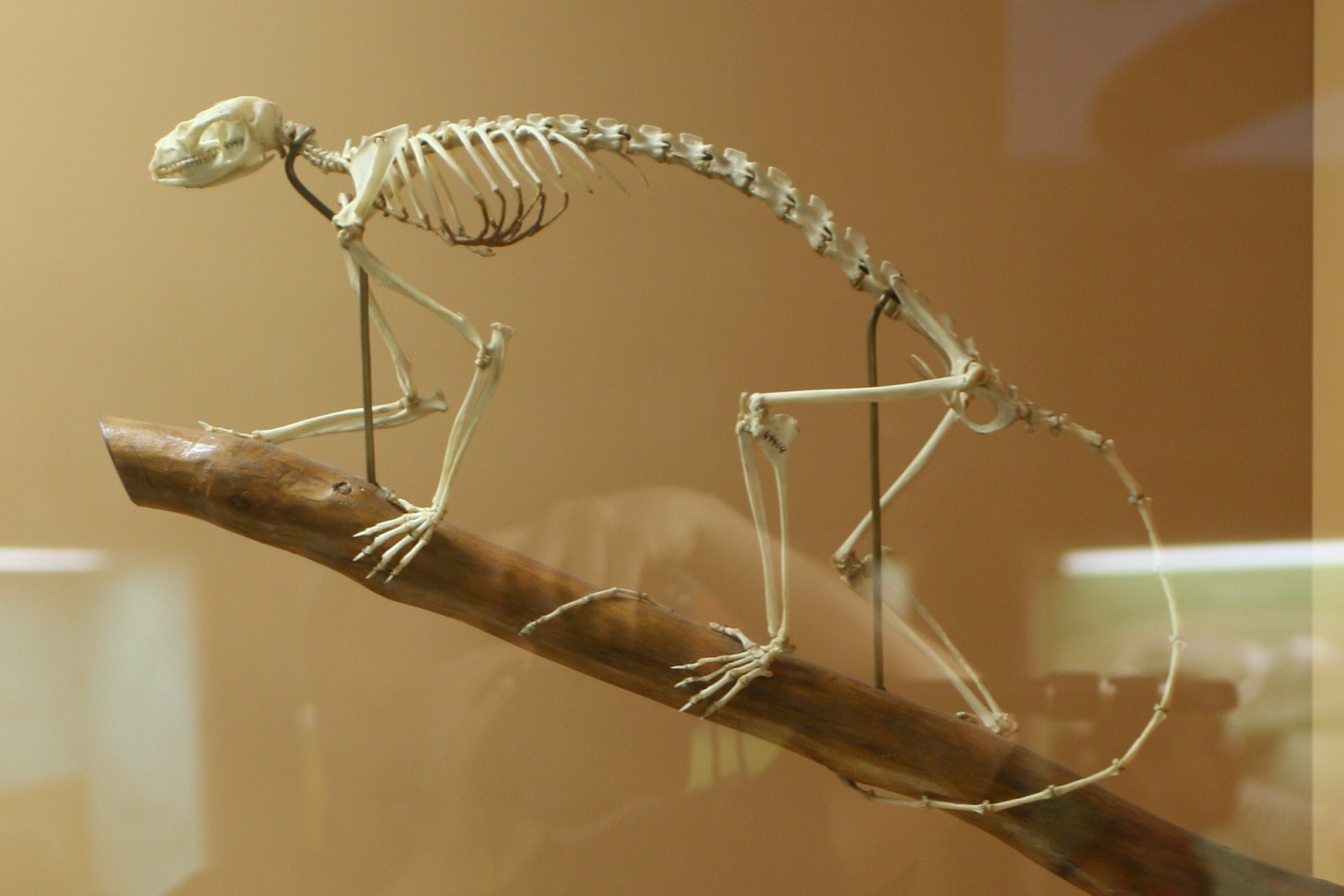
Scheletro di P. volans.

Il petauro maggiore ha una lunghezza testa-corpo di 39–43 cm; le femmine sono generalmente più grandi dei maschi. Il corpo è ricoperto da un ispido mantello di peli che ne accresce le dimensioni apparenti, e la coda, lunga e folta, misura 44–53 cm. La testa è breve, ma il muso è appuntito; le grandi orecchie sono ricoperte ai lati e nella parte posteriore da lunghi peli. Su ogni lato del corpo è presente una membrana allungata fra il gomito e il ginocchio, che consente all'animale di effettuare planate controllate. Al contrario, in altri marsupiali planatori (come il petauro dello zucchero) tali membrane sono allungate tra il polso e il ginocchio.
Le zampe sono munite di robusti artigli ricurvi che consentono un'ottima presa sulla corteccia o su altre superfici. Ciascuna zampa ha cinque dita, delle quali il primo delle zampe posteriori e le prime due di quelle anteriori sono opponibili.
Il manto è soffice e ciascun pelo misura fino a 60 mm; la colorazione varia anche all'interno di una stessa popolazione, spaziando dal bianco fino al marrone e al nerastro. Il peso degli esemplari segue una variazione clinale dai circa 1600 g nel Victoria meridionale ai circa 600 g nel nord del Queensland.

### Fisiologia
Il petauro maggiore regola generalmente la propria temperatura corporea leccandosi le estremità e la superficie ventrale del corpo, raffreddandosi grazie all'evaporazione diretta. Al contrario, per riscaldare di più il corpo, può aprire le membrane plananti per aumentare la superficie di esposizione al sole. Tuttavia, il petauro maggiore non è ben equipaggiato per sopportare temperature ambientali elevate, in quanto continua a sprecare saliva per tenersi al fresco nonostante negli habitat arboricoli nei quali vive vi sia scarsa disponibilità di acqua.
Il petauro maggiore è in grado di digerire foglie poco nutrienti, in particolare foglie di eucalipto, che contengono tutta una serie di composti fenolici e terpeni e un'alta concentrazione di fibre di lignina. Può digerire circa il 50-60% delle sostanze ingerite durante il loro passaggio attraverso il tubo digerente. L'animale possiede un cieco specializzato che ospita una popolazione di batteri in grado di fermentare i residui di cibo che l'intestino tenue non è riuscito a digerire. Per una popolazione presente in una foresta di eucalipti nei pressi di Maryborough (Queensland), è stato calcolato un apporto energetico giornaliero di circa 1130 kJ, forniti da circa 45-50 g di sostanza solida al giorno.
Le femmine adulte partoriscono un unico piccolo una sola volta all'anno, generalmente alla fine dell'autunno o agli inizi dell'inverno. Il piccolo, del tutto inetto, trascorrerà i quattro mesi seguenti all'interno del marsupio materno, dove succhierà il latte e si svilupperà. Rimarrà al sicuro nel marsupio fino all'età di nove mesi.

## Biologia

### Comportamento

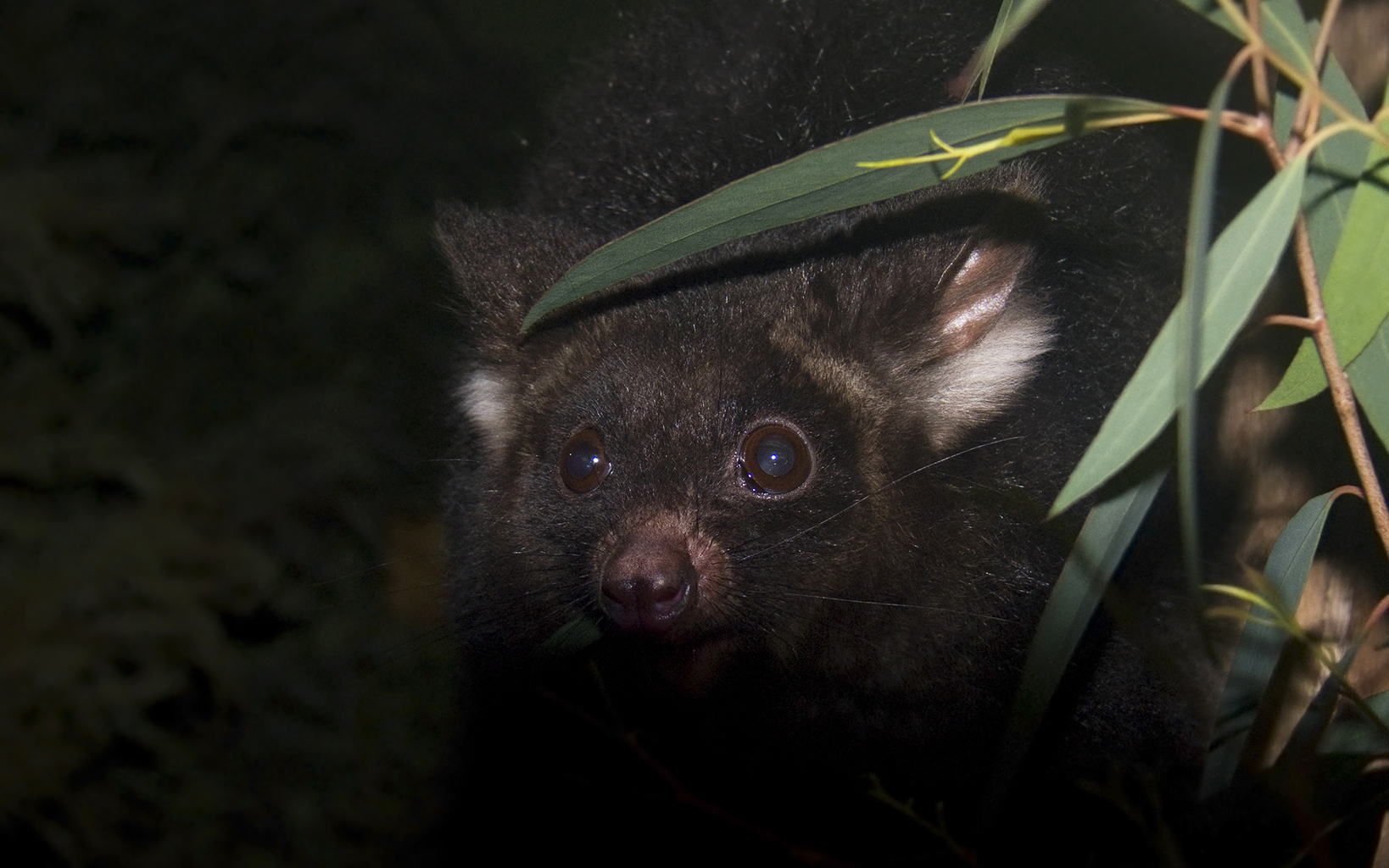
Primo piano della testa di un petauro maggiore della forma scura.

Il petauro maggiore conduce vita prevalentemente notturna, e si aggira di notte nella parte più elevata della volta della foresta in cerca di cibo. Durante il giorno, trascorre gran parte del tempo dormendo nelle cavità degli alberi; ciascun esemplare può utilizzare fino a venti tane differenti entro i confini del proprio territorio. Le tane sono spesso imbottite con foglie e strisce di corteccia. Gli studiosi localizzano i membri di una determinata popolazione utilizzando lampade elettriche: infatti, quando un potente fascio di luce viene diretto sugli occhi di un petauro, questi riflettono la luce illuminandosi di un brillante colore rosso.
Nelle foreste in cui vivono, maschi e femmine occupano territori distinti stabilendo confini ben definiti tra loro. I territori dei maschi misurano 1,4-4,1 ettari, mentre quelli delle femmine, più piccoli, misurano solo 1,3-3,0 ettari. Nonostante i vari territori possano sovrapporsi tra loro, gli animali conducono generalmente vita solitaria al di fuori della stagione riproduttiva, e solo raramente interagiscono tra loro. A seconda delle dimensioni della foresta, maggiori o minori, i territori sono rispettivamente più o meno estesi.
La modalità di planata del petauro maggiore è unica tra i marsupiali. Gli arti anteriori vengono ripiegati in modo che i polsi si infilino sotto il mento, dando al patagio un contorno triangolare quando viene teso. L'animale plana con regolarità tra gli alberi più alti, ed è in grado di utilizzare la coda per mantenere la direzione. Quando è possibile evita sempre di spostarsi sul terreno, e se vi è costretto si sposta lentamente e con difficoltà.
I petauri maggiori non emettono alcuna sorta di richiamo e probabilmente comunicano tra loro attraverso marcature odorose. Le ghiandole cloacali conferiscono a questi animali un forte odore di muschio.

### Alimentazione

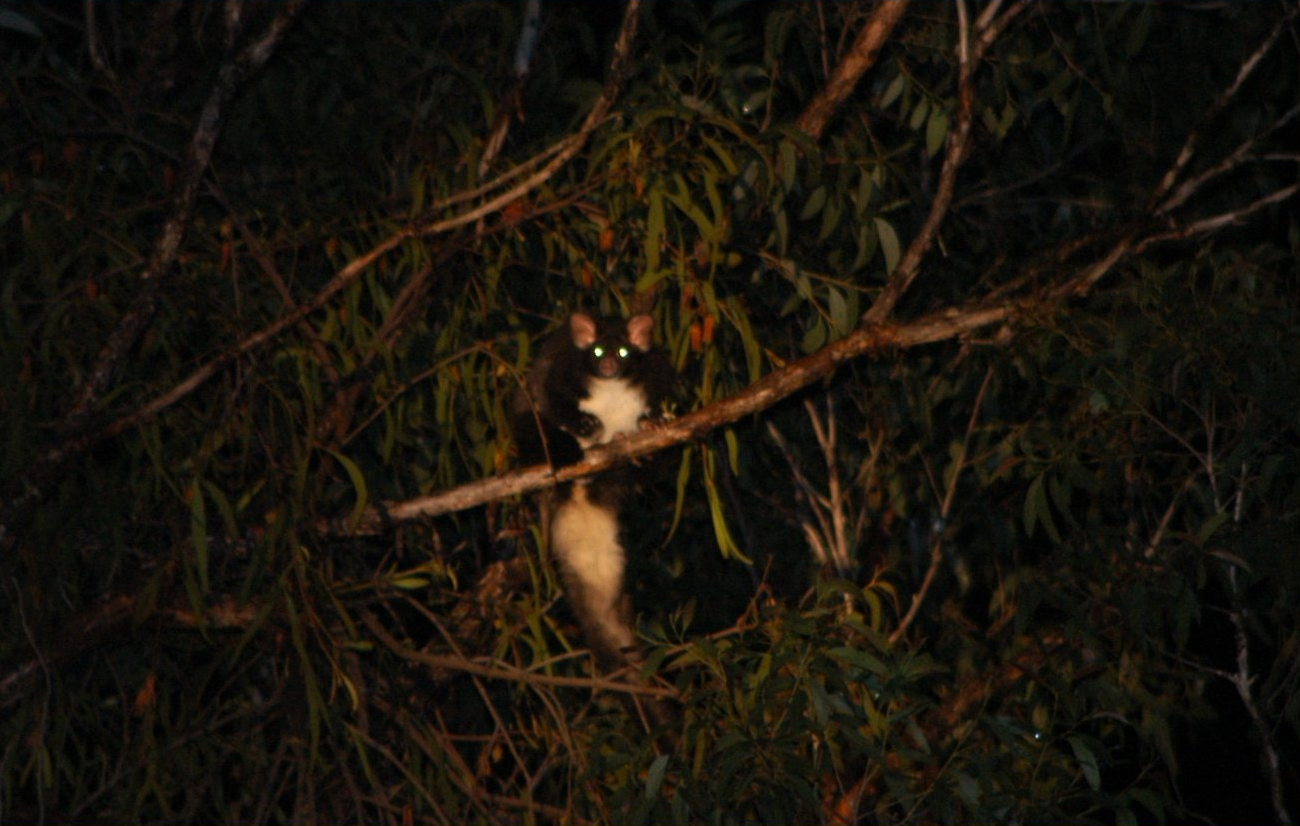
Petauro maggiore nel parco nazionale di Mount Royal.

I petauri maggiori si nutrono quasi esclusivamente delle giovani foglioline e delle gemme dei fiori di alcune specie di eucalipto, in particolare di Eucalyptus radiata, E. viminalis ed E. acmenoides. Le giovani foglie vengono preferite poiché presentano maggiori concentrazioni di azoto e minori concentrazioni di lignocellulosa (una fibra acido-detergente). Tuttavia, le foglie di eucalipto offrono solamente poche sostanze nutritive.
Dato il suo stile di vita esclusivamente notturno, uno dei principali predatori del petauro è il gufastore possente (Ninox strenua). Questa specie va in cerca di prede concentrandosi in gruppi all'interno di un territorio relativamente vasto, che è costretto ad abbandonare quando il numero delle prede presenti non è più in grado a sostenerne la popolazione. Tra gli altri predatori figurano i gatti randagi, che non sono originari dell'Australia, essendovi stati introdotti dopo l'arrivo degli europei.

### Riproduzione
La stagione riproduttiva del petauro maggiore è relativamente breve, in quanto dura da febbraio a maggio, e i piccoli nascono tra aprile e giugno. Le femmine hanno un marsupio relativamente ben sviluppato, aperto verso la parte anteriore dell'animale, e contenente due capezzoli. Ogni anno nasce un unico piccolo.
Alla nascita, il piccolo pesa solo 0,27 g, ma inizierà a lasciare il marsupio non prima dei quattro mesi di età, quando sarà completamente ricoperto di pelo e già ben sviluppato. Dopo aver lasciato il marsupio, la madre lo trasporta sul dorso, fino a quando non sarà completamente svezzato, a circa sette mesi di età. Il piccolo raggiunge l'indipendenza a nove mesi e la maturità sessuale tra i 18 e i 24 mesi.
Alcuni petauri maggiori hanno raggiunto i quindici anni di vita.

## Distribuzione e habitat
Il petauro maggiore è diffuso nel Queensland meridionale, nell'Australia orientale, nel Nuovo Galles del Sud sud-orientale e nelle foreste di montagna degli altopiani del Victoria centrale. Gli studiosi ne monitorano le popolazioni localizzando i vari individui con sorgenti luminose lungo percorsi prestabiliti, munendoli di radiocollari e facendoli uscire dalle tane facendo loro ascoltare registrazioni del richiamo dei rapaci notturni.
Esistono due sottospecie riconosciute:
- P. v. volans Kerr, 1792: regioni temperate e subtropicali di Victoria, Nuovo Galles del Sud e Queensland;
- P. v. minor Collett, 1887: regioni tropicali del Queensland.

Il petauro maggiore sceglie il proprio habitat sulla base di vari fattori. Uno dei più determinanti è la presenza di alcune specie di eucalipto. Il numero di esemplari è maggiore nelle regioni dove vi sono foreste di montagna di eucalipti della manna (E. viminalis) ed eucalipti di montagna (E. dalrympleana ed E. obliqua). Inoltre, la presenza di E. cypellocarpa sembra migliorare la qualità dell'habitat per il petauro nelle foreste dominate da E. obliqua. Un altro fattore determinante la densità di popolazione è l'altitudine. Livelli ottimali sono posti a circa 845 m di quota. Entro i confini delle aree di foresta favorite, i petauri prediligono le zone dove vi sono alberi più antichi.

## Tassonomia
Sebbene ritenuto in passato un parente dei Petauridi, il petauro maggiore viene attualmente considerato strettamente imparentato con gli Pseudocheiridi, in particolare con il coda ad anello lemuroide, dal quale i suoi antenati si separarono circa 18 milioni di anni fa. Al contrario, la sua linea evolutiva si separò da quella che avrebbe portato ai Petauridi molto tempo prima, circa 36 milioni di anni fa. I resti fossili di petauro gigante risalenti al Pleistocene superiore indicano che un tempo questo animale occupasse un areale molto più vasto, comprendente almeno alcune aree dell'Australia Meridionale.